# Hookeriopsis ambigua
Hookeriopsis ambigua là một loài Rêu trong họ Hookeriaceae. Loài này được P. de la Varde mô tả khoa học đầu tiên năm 1934.